# 小山友也
小山 友也（こやま ゆうや、1989年 - ）は、日本の現代美術家。

## 経歴
埼玉県に生まれる。2015年 東京造形大学大学院修了。